# Raymond Moulaert
Raymond Auguste Marie Moulaert (Bruxelles, 4 février 1875 - Uccle, 18 janvier 1962) est un compositeur, professeur de musique et pianiste belge.  

## Biographie
Moulaert étudie au Conservatoire royal de sa ville natale de 1890 à 1898 avec Gustave Léon Huberti (solfège, harmonie théorique), Joseph Dupont (harmonie), Arthur De Greef (piano) et Edgar Tinel (contrepoint et fugue). Il devient ensuite professeur à son Alma mater pour l'harmonie, pour l'orgue (1903) et de 1927 à 1940 professeur pour le contrepoint.
En outre, de 1898 à 1912, il est répétiteur et pianiste à La Monnaie. En 1903, il reçoit une mention honorable dans le Prix de Rome belge avec sa cantate La Chanson d'Halewyn sur un texte de L. Solvay. Moulaert travaille déjà dans l'enseignement musical secondaire avant 1913 en tant que professeur à l'école de musique municipale de Saint-Josse-ten-Noode et de 1913 à 1938 en tant que directeur de l'école de musique municipale de Saint-Gilles. L'apothéose de ses activités pédagogiques peut être considérée de 1939 à 1943, période où il enseigne l'harmonie et la composition à la Chapelle musicale Reine Élisabeth.
En 1955, il devient membre de l'Académie royale des sciences, des lettres et des beaux-arts de Belgique. En 1958, il reçoit le prix quinquennal du gouvernement belge pour l'ensemble de son œuvre.
Au départ, son travail est de style impressionniste, mais plus tard de structure moderne. Pour orchestre, il écrit à la manière bartokienne, où il aime utiliser des techniques de variation dans les formes strictes.
Son fils Pierre Moulaert (1907-1967) est également compositeur, professeur de musique, critique musical et violoniste.